# Qeili
Der Qeili (meist Jebel Qeili, Alternativschreibungen: Djebel Qeili, Jebel Keheili, Dschabal Keheili, Jabal Qeli und ähnlich; dabei ist das erste Wort jeweils die Transkription für das arabische Wort Berg) ist ein ehemaliger Vulkanberg im Osten des Sudans.

## Geographie
Qeili liegt rund 150 km östlich von Khartum in der Region Butana, die größtenteils von Wüste geprägt ist.
Er erhebt sich 539 m über den mittleren Meeresspiegel und ist damit die höchste Erhebung im Qeili-Vulkan-Komplex.
Diese Granit-Formation war zunächst ein Vulkan und entstand durch einen Kesseleinbruch in der erdgeschichtlichen Periode des Ordovizium. Dabei blieben nach dem Einfall zweier Abschnitte nur noch eine große Erhebung, der Berg Qeili, und ein halbrunder kleinerer Bergkamm vom Vulkanberg übrig.

## Neuere Geschichte
Hier fanden sich die südlichsten Zeugnisse des Reiches von Kusch, darunter befindet sich ein Felsbild, welches ein Siegesdenkmal des Shorakaror ist und eine Höhle mit Götterdarstellungen des Amun, der Mut und vielleicht des Chons an der Decke.